# Fèlix Graells i Farró
Fèlix Graells i Farró (Arbúcies, 14 de maig del 1908 – Torroella de Montgrí, 19 d'octubre de 1999) va ser un compositor de sardanes.

## Biografia
Als 8 anys, la seva família es traslladà a Olot, on aprengué música de la mà del seu oncle, mossèn Fèlix Farró, que era compositor, mestre de capella de l'església parroquial de Sant Esteve i director de l'Orfeó Popular Olotí i de l'Escola Municipal de Música. El 1926 tornà a Arbúcies, i hi continuà la formació musical amb el músic Lluís Torres.
Fèlix Graells es traslladà a Torroella de Montgrí, on durant molts anys ocupà el càrrec de secretari de l'Ajuntament (l'era el 1964). L'obra compositiva de Graells comprèn una quarantena de sardanes (algunes fetes amb la col·laboració d'Enric Vilà), la més coneguda de les quals és Oreig de garbí. També va publicar dos llibres de poesia, Hores de lleure (Torroella de Montgrí, 1979, autoeditat) i Més hores de lleure (1997), i posà lletra a diverses sardanes (com Gavina bonica de Ricard Viladesau o Torroella ciutat pubilla de Josep Font i Font). L'any 1974 guanyà el premi de poesia "Mn. Francesc Viver".
Actualment, el centre de documentació del Museu de la Mediterrània (Torroella de Montgrí) guarda algunes de les partitures de Fèlix Graells.

## Obres

### Sardanes
- L'aplec de Torroella
- Arbúcies gentil (1977)
- Les campanes de la vila (1991)
- Costa Brava
- Cypsela
- La dona d'aigua (1926), primera sardana
- Esplai'
- Estartidenca
- L'Estartit
- La festa dels mariners
- El Freu (1963)
- Gavina blanca
- Jordi i Anna Maria
- Montgrinenca (1977)
- Montsenyenca
- Oreig de garbí
- Pastoreta gentil
- Rebrots d'Ullà (1985)
- Recordant cançons
- Records d'Arbúcies
- Rondalla per a infants
- Sobre el llac
- La tercera joventut
- Voltant les illes (1946)